# Oleria daguana
Oleria daguana är en fjärilsart som beskrevs av Rudolf Bargmann 1928. Oleria daguana ingår i släktet Oleria och familjen praktfjärilar. Inga underarter finns listade i Catalogue of Life.